# Željeznička pruga Zaprešić – Varaždin – Čakovec
Željeznička pruga Zaprešić – Zabok – Varaždin – Čakovec (često i Zagorska magistrala) jednokolosječna je i djelomično elektrificirana regionalna pruga duljine 100 km. Veći dio pruge prolazi kroz Hrvatsko zagorje, izravno povezujući najveći dio Hrvatskog zagorja i Međimurja sa Zagrebom, ali i Mađarskom. Puštena je u promet 1886. godine. Pruga se odvaja u kolodovoru Zaprešić od međunarodne pruge Savski Marof – Zagreb Glavni kolodvor.
Na pruzi su najznačajnija željeznička čvorišta Zabok, gdje se odvajaju lokalne pruge Zabok – Krapina – Đurmanec i do Gornje Stubice, Varaždin, gdje se odvaja lokalna pruga za Ivanec i Golubovec te regionalna pruga za Koprivnicu i Osijek, te Čakovec. U Čakovcu se pruga spaja na međunarodnu prugu Pragersko (SLO) – Ptuj (SLO) – Čakovec – Kotoriba – Nagykanizsa (HU). U Čakovcu se također odvaja i lokalna pruga za Mursko Središće i slovensku Lendavu.
Prugom svakodnevno putuju mnogi putnici, najčešće učenici i studenti. Najčešće putuju u Varaždin, Zabok i prema stajalištima i kolodvorima u gradu Zagrebu.
Od 2018. do 2021. godine trajao je remont sufinanciran s 85 % bespovratnih sredstava EU na relaciji od Zaprešića do Zaboka. Građevinski parametri pruge poboljšani su na projektiranu građevinsku brzinu od maksimalno 120 km/h. Pritom su rekonstruirani pojedini lukovi na pruzi, odnosno postojeća trasa izmaknuta je za ukupno 6 km pruge, što je vozno vrijeme putničkih vlakova skratilo za oko 30 posto (sa tadašnjih 39 – 44 min na 28 min), a brzih vlakova za oko 50 posto (s tadašnjih 31 min na 14 min). Izvedeni su sljedeći radovi: 
- Pruga je elektrificirana.
- Rekonstruirani su kolodvori Novi Dvori, Luka, Veliko Trgovišće i Zabok, uz izgradnju novih perona (korisne duljine najmanje 160 m), pothodnika, nadstrešnica, parkirališta, rekonstrukcije kolodvorskih zgrada, razdvajanje kolodvora Zabok na putnički i teretni dio, izgradnju nove zgrade za smještaj signalno-sigurnosnih i telekomunikacijskih uređaja te ureda za izvršno osoblje u kolodvoru Zaboku.
- U stajalištima Pojatno, Kupljenovo i Žeinci izgrađeni su novi peroni, nadstrešnice i parkirališta.
- U kolodvorima i stajalištima osiguran je sustav videonadzora te vizualnog i audio obavještavanja putnika.
- Na dionici su ugrađeni novi signalno-sigurnosni i telekomunikacijski uređaji te uređaji daljinskog upravljanja prometom kako bi se osigurali preduvjeti za brže, ali i sigurnije prometovanje vlakova.
- Suvremenim automatskim osiguranjem i sintetičkim popođenjem modernizirano je 15 željezničko-cestovnih prijelaza, četiri su prijelaza spojnim cestama preusmjerena na susjedne prijelaze, jedan je ukinut, a sve to kako bi se uz povećanje dopuštene brzine prometovanja vlakova podigla i propusnost i razina sigurnosti na sjecištima pruge i cesta.
- Uređene su, odnosno rekonstruirane potpuno nove pružne građevine kao što su četiri nova armiranobetonska mosta Vučerna, Lužki potok, Črnec i Horvatska te cestovni most Horvatska. Na radovima odvodnje uređeno je 35 propusta i kanala te na mjestima gdje je to potrebno uporni/potporni zidovi.
- S obzirom na to da do Zaboka voze elektromotorni vlakovi, to doprinosi zaštiti okoliša, i smanjenjem emisije plinova te smanjenjem buke.

Nastavak elektrifikacije od Zaboka do Varaždina i Čakovca planiran je kroz projekt "Lepoglavske spojnice". Tim bi pothvatom dio pruge R201 izgubio na značaju. HŽ Infrastruktura provodi projekt obnove gornjeg i donjeg ustroja pruge R201 na dionici Čakovec – Varaždin te na dionici pruge R202 Varaždin – Koprivnica. Obnova ovih dionica pruga omogućit će brže putovanje na relaciji Čakovec – Varaždin – Zagreb preko Koprivnice, umjesto Zaboka. Završetak radova planiran je 2026. godine.[nedostaje izvor]

## Galerija slika
- Kolodvor u Zaprešiću
- Zlatar Bistrica
- Kolodvor u Bedekovčini
- Mađarevo
- Kolodovor Novi Marof
- Kolodovor Varaždin
- Željeznički kolodvor u Čakovcu
- Ulaz na čakovečki željeznički kolodvor

|  | Zajednički poslužitelj ima još gradiva o temi Željeznička pruga Zaprešić – Varaždin – Čakovec |

## Poveznice
- Željezničke pruge u Hrvatskoj